# 中华工商时报
中华工商时报是一家中華人民共和國報紙。它由中华全国工商业联合会主管主办。1989年10月6日在北京创刊。1994年，中华工商时报以日報形式發行。1999年5月12日，中华工商时报上刊登了该报记者自署名的文章，题目为《电
脑节中关村日记》。一家名為「走进中关村」网站称該篇文章文字抄襲該網站，並起訴中华工商时报。1999年10月27日，法院判決中华工商时报社要在該報上向「走进中关村」赔礼道歉并向原告赔偿损失5000元人民幣。

## 外部鏈接
- 官方网站